# Восходський сільський округ
Восхо́дський сільський округ (каз. Восход ауылдық округі, рос. Восходский сельский округ) — адміністративна одиниця у складі Акжарського району Північноказахстанської області Казахстану. Адміністративний центр — село Восходське.
Населення — 387 осіб (2021; 609 у 2009, 1348 у 1999, 2074 у 1989).
Станом на 1989 рік існували Восходська сільська рада (село Восходське) та Кузбаська сільська рада (село Кузбаське).

## Склад
До складу округу входять такі населені пункти:
| Населений пункт  | Старі назви | Населення, осіб (1989) | Населення, осіб (1999) | Населення, осіб (2009) | Населення, осіб (2021) |
| ---------------- | ----------- | ---------------------- | ---------------------- | ---------------------- | ---------------------- |
| Аксай, село      | Кузбаське   | 818                    | 499                    | 203                    | 63                     |
| Восходське, село | -           | 1256                   | 849                    | 406                    | 324                    |